# セバスチャン・レットゲット
セバスチャン・レットゲット（Sebastian Lletget, 1992年9月3日 - ）は、アメリカ合衆国・サンフランシスコ出身のサッカー選手。FCダラス所属。アメリカ合衆国代表。ポジションはMF。

## クラブ経歴
2010年9月、ウェストハム・ユナイテッドFCとプロ契約を締結した。 プレシーズンマッチに出場し、2012-13シーズンのプレミアリーグでは4試合でベンチ入りした。出場機会は得られていなかったものの、2013年には契約延長に合意した。2014年1月5日、FAカップ3回戦のノッティンガム・フォレストFC戦で公式戦デビュー。
2015年5月8日、母国アメリカに帰国しロサンゼルス・ギャラクシーに加入。同月17日のオーランド・シティSC戦で加入後初出場。
2021年12月14日、ニューイングランド・レボリューションに移籍した。

## 代表歴
U-17、U-20、U-23の各レベルでアメリカ合衆国代表に選出されている。
2017年1月6日、ブルース・アリーナ監督から初めてフル代表に招集された。同月月29日のセルビア代表戦でデビューを果たした。
2017年3月24日、2018 FIFAワールドカップ・北中米カリブ海5次予選のホンジュラス代表戦で初ゴール。しかし同試合で中足骨を負傷してしまい、手術後6か月の長期離脱を余儀なくされた。

## 人物
両親はアルゼンチン人。
2016年6月、歌手のベッキー・Gと交際していることを明らかにした。